# Anthony B. Richmond
Anthony Barry (Tony) Richmond (Londen, 7 juli 1942) is een Brits cameraman (director of photography).

## Carrière
Anthony B. Richmond begon zijn carrière als cameraman in de jaren 1960. Aanvankelijk werkte hij als (tweede) camera-assistent mee aan bekende producties als From Russia with Love (1963), Doctor Zhivago (1965) en Fahrenheit 451 (1966).
Nadien promoveerde hij tot director of photography. In 1968 maakte hij met Only When I Larf zijn officieel filmdebuut. Datzelfde jaar filmde hij voor Jean-Luc Godard ook de muziekdocumentaire Sympathy for the Devil. In de daaropvolgende jaren werkte hij meermaals samen met regisseur Nicolas Roeg. Zo won hij in 1974 een BAFTA Award voor het camerawerk van Roegs horrorthriller Don't Look Now.
Ook zijn zonen Gaston, Jonathan en George Richmond zijn werkzaam als cameramannen. Ze assisteerden hem in de jaren 1990 en 2000 bij producties als The Sandlot (1993), Playing God (1997), Men of Honor (2000), Legally Blonde (2001) en Miss March (2009).
Van 1981 tot 1989 was Richmond getrouwd met actrice Jaclyn Smith.

## Filmografie
- Only When I Larf (1968)
- The Insomniac (1971)
- Madame Sin (1972)
- Today Mexico, Tomorrow the World  (1972)
- Don't Look Now (1973)
- Vampira (1974)
- Stardust (1974)
- Change (1975)
- The Man Who Fell to Earth (1976)
- The Eagle Has Landed (1976)
- Silver Bears (1977)
- The Greek Tycoon (1978)
- Love and Bullets (1979)
- The American Success Company (1980)
- Bad Timing (1980)
- Head On (1980)
- Nightkill (1980)
- Improper Channels (1981)
- Slapstick (Of Another Kind) (1982)
- That's Life! (1986)
- The In Crowd (1988)
- Sunset (1988)
- Cat Chaser (1989)
- Scissors (1991)
- Timebomb (1991)
- The Indian Runner (1991)
- Candyman (1992)
- The Sandlot (1993)
- Tales from the Hood (1995)
- The Immortals (1995)
- Bastard Out of Carolina (1996)
- First Kid (1996)
- Playing God (1997)
- A Walk on the Moon (1999)
- Ravenous (1999)
- Agnes Browne (1999)
- Cherry Falls (2000)
- Men of Honor (2000)
- Someone Like You... (2001)
- Legally Blonde (2001)
- The Sweetest Thing (2002)
- Dumb and Dumberer: When Harry Met Lloyd (2003)
- Shade (2003)
- Dirty Dancing: Havana Nights (2004)
- A Cinderella Story (2004)
- Just Friends (2005)
- John Tucker Must Die (2006)
- Employee of the Month (2006)
- Good Luck Chuck (2007)
- The Comebacks (2007)
- The Rocker (2008)
- Autopsy (2008)
- Miss March (2009)
- Alvin and the Chipmunks: The Squeakquel (2009)
- Big Mommas: Like Father, Like Son (2011)
- Diary of a Wimpy Kid: Dog Day (2012)
- Coffee Town (2013)
- Diary of a Wimpy Kid: The Long Haul (2017)

### Documentaires
- Sympathy for the Devil (1968)
- Let It Be (1970)
- Glastonbury Fayre (1972)
- The Kids Are Alright (1979)
- The Rolling Stones Rock and Roll Circus (1996)